# Wentiomyces melioloides
Wentiomyces melioloides är en lavart som först beskrevs av Berk. & M.A. Curtis, och fick sitt nu gällande namn av E. Müll. 1962. Wentiomyces melioloides ingår i släktet Wentiomyces och familjen Pseudoperisporiaceae.   Inga underarter finns listade i Catalogue of Life.